# Donaldo Morales
Donaldo Antonio Morales (Marcovia, 13 ottobre 1982) è un calciatore honduregno, portiere del Platense.

## Carriera

### Club
Dopo aver giocato in patria, al Motagua, nell'estate 2013 si trasferisce in Guatemala, al Deportivo Malacateco. Nel gennaio 2014 passa al Mictlán. Nell'estate 2014 torna in patria, alla Real Sociedad. Il 12 luglio 2016 viene acquistato dal Social Sol. Il 5 gennaio 2017 viene ufficializzato il suo trasferimento al Platense.

### Nazionale
Ha debuttato in Nazionale il 16 agosto 2006, in Venezuela-Honduras (0-0). Ha partecipato, con la Nazionale, pur senza scendere mai in campo, alla Gold Cup 2003, alla Gold Cup 2005 e alla Gold Cup 2007. Ha collezionato in totale, con la maglia della Nazionale, 2 presenze.

## Statistiche

### Cronologia presenze e reti in Nazionale
| Cronologia completa delle presenze e delle reti in nazionale ― Honduras | Cronologia completa delle presenze e delle reti in nazionale ― Honduras | Cronologia completa delle presenze e delle reti in nazionale ― Honduras | Cronologia completa delle presenze e delle reti in nazionale ― Honduras | Cronologia completa delle presenze e delle reti in nazionale ― Honduras | Cronologia completa delle presenze e delle reti in nazionale ― Honduras | Cronologia completa delle presenze e delle reti in nazionale ― Honduras | Cronologia completa delle presenze e delle reti in nazionale ― Honduras |
| Data                                                                    | Città                                                                   | In casa                                                                 | Risultato                                                               | Ospiti                                                                  | Competizione                                                            | Reti                                                                    | Note                                                                    |
| ----------------------------------------------------------------------- | ----------------------------------------------------------------------- | ----------------------------------------------------------------------- | ----------------------------------------------------------------------- | ----------------------------------------------------------------------- | ----------------------------------------------------------------------- | ----------------------------------------------------------------------- | ----------------------------------------------------------------------- |
| 16-8-2006                                                               | Maracay                                                                 | Venezuela                                                               | 0 – 0                                                                   | Honduras                                                                | Amichevole                                                              | -0                                                                      | 57’                                                                     |
| 6-9-2006                                                                | Tegucigalpa                                                             | Honduras                                                                | 2 – 0                                                                   | El Salvador                                                             | Amichevole                                                              | -0                                                                      | 46’                                                                     |
| Totale                                                                  |                                                                         | Presenze                                                                | 2                                                                       |                                                                         | Reti                                                                    | -0                                                                      |                                                                         |